# Henning Flüsloh
Henning Flüsloh (* 1992 in Wuppertal) ist ein deutscher Schauspieler.

## Leben und Wirken
Nach ersten Erfahrungen im Schultheater spielte Flüsloh am Theater in Cronenberg in seiner Heimatstadt Wuppertal. Nach dem Abitur gehörte er zunächst der „Jungen Burg“ an, dem Nachwuchsensemble des Wiener Burgtheaters, und absolvierte danach von 2015 bis 2019 ein Schauspielstudium an der Hochschule für Schauspielkunst Ernst Busch. Seit 2019 gehört er zum Ensemble des Düsseldorfer Schauspielhauses.

## Filmografie
- 2018: Fünf Dinge, die ich nicht verstehe
- 2020: Blutige Anfänger (Fernsehserie, Episode Im rechten Licht)
- 2021: Trümmermädchen
- 2021: Die Wespe (Fernsehserie)
- 2021: Großstadtrevier (Fernsehserie, Episode Die Kunst zu kämpfen)
- 2022: Tatort: Liebe mich (Fernsehreihe)
- 2023: Luden (Fernsehserie)
- 2023: Die Heiland – Wir sind Anwalt (Fernsehserie, Episode Knochenjob)
- 2023: Spreewaldkrimi: Bis der Tod euch scheidet
- 2024: Feste & Freunde - Ein Hoch auf uns! (Kino)
- 2025: Stammheim – Zeit des Terrors (Fernsehfilm)